# Kilaskogen
Kilaskogen är ett naturreservat i Lekebergs kommun i Örebro län.
Området är naturskyddat sedan 2017 och är 43 hektar stort. Reservatet ligger väster om sjön Sörgryten och består av våtmarker, vattendrag och skog som domineras av barrträd, med ett litet inslag av asp och björk i lägre delar.